# اماتجیوگان
اماتجیوگان (به لاتین: Amatgyigon) یک منطقهٔ مسکونی در میانمار است که در Bhamo District واقع شده‌است.